# Episodi de La casa nella prateria (quarta stagione)
La quarta stagione della serie televisiva La casa nella prateria è stata trasmessa dalla NBC dal 12 settembre 1977 al 13 marzo 1978.
Esce di scena la famiglia Edwards e subentra la famiglia di Jonathan Garvey. A fine stagione nasce la piccola Grace, Mary diventa cieca e incontra Adam Kendall. Da segnalare anche l'episodio Mi ricordo, sì mi ricordo, in cui appare nuovamente Matthew Laborteaux (Albert dalla prossima stagione) nel ruolo di Charles da piccolo. È l'ultima stagione in cui appare Miss Beadle.
| nº | Titolo originale                         | Titolo italiano               | Prima TV USA      | Prima TV Italia |
| -- | ---------------------------------------- | ----------------------------- | ----------------- | --------------- |
| 1  | Castoffs                                 | Gli emarginati                | 12 settembre 1977 |                 |
| 2  | Times of Change                          | Tempo di cambiamenti          | 19 settembre 1977 |                 |
| 3  | My Ellen                                 | La mia Ellen                  | 26 settembre 1977 |                 |
| 4  | The Handyman                             | Un uomo tuttofare             | 3 ottobre 1977    |                 |
| 5  | The Wolves                               | I lupi                        | 17 ottobre 1977   |                 |
| 6  | The Creeper of Walnut Grove              | Il serpente di Walnut Grove   | 24 ottobre 1977   |                 |
| 7  | To Run and Hide                          | La grande rinuncia            | 31 ottobre 1977   |                 |
| 8  | The Aftermath                            | Conseguenze                   | 7 novembre 1977   |                 |
| 9  | The High Cost of Being Right             | Il prezzo dell'orgoglio       | 14 novembre 1977  |                 |
| 10 | The Fighter                              | Il pugile                     | 21 novembre 1977  |                 |
| 11 | Meet Me at the Fair                      | Ci vediamo alla fiera         | 28 novembre 1977  |                 |
| 12 | Here Come the Brides                     | Arrivano le spose             | 5 dicembre 1977   |                 |
| 13 | Freedom Flight                           | Viaggio verso la libertà      | 12 dicembre 1977  |                 |
| 14 | The Rivals                               | Le rivali                     | 9 gennaio 1978    |                 |
| 15 | Whisper Country                          | Una lezione per Mary          | 16 gennaio 1978   |                 |
| 16 | I Remember, I Remember                   | Mi ricordo, sì mi ricordo     | 23 gennaio 1978   |                 |
| 17 | Be My Friend                             | Diventiamo amici              | 30 gennaio 1978   |                 |
| 18 | The Inheritance                          | L'eredità                     | 6 febbraio 1978   |                 |
| 19 | The Stranger                             | Lo straniero                  | 20 febbraio 1978  |                 |
| 20 | A Most Precious Gift                     | Il dono più prezioso          | 27 febbraio 1978  |                 |
| 21 | I'll Be Waving as You Drive Away: Part 1 | Ti dirò arrivederci - parte 1 | 6 marzo 1978      |                 |
| 22 | I'll Be Waving as You Drive Away: Part 2 | Ti dirò arrivederci - parte 2 | 13 marzo 1978     |                 |

Cast regolare:

Michael Landon (Charles Ingalls)
Karen Grassle (Caroline Quiner Ingalls)
Melissa Gilbert (Laura Ingalls)
Melissa Sue Anderson (Mary Ingalls)
Lindsay e Sidney Greenbush (Carrie Ingalls)

## Gli emarginati
- Titolo originale: Castoffs
- Diretto da: Michael Landon
- Scritto da: Tony Kayden

### Trama
In paese arriva un'originale signora di mezz'età che parla con un corvo ed immagina di avere attorno a sé i muri e le suppellettili di una casa che non c'è. Mentre i bambini sono attratti da lei, molti adulti fanno di tutto per mandarla via.
- Guest Star: Hermione Baddeley (Kezia Horn)

## Tempo di cambiamenti
- Titolo originale: Times of Change
- Diretto da: William F. Claxton
- Scritto da: Carole Raschella e Michael Raschella

### Trama
Charles deve presenziare ad una riunione a Chicago e Caroline propone che sia Mary ad accompagnarlo in modo tale che la ragazza possa accettare l'invito ricevuto da John Edwards al grande ballo dell'università che si terrà nello stesso periodo.
Mary frequenta il fidanzato e fantastica sul loro futuro. Le cose però sono cambiate: John ha una nuova cerchia di amicizie, molto diverse da quelle del paese. Durante il ballo Charles nota John in compagnia di una ragazza, e gli chiede di chiudere delicatamente la sua storia con Mary.
- Guest star: Radames Pera (John jr), John Milford (O' Connell), Herbert Nelson (Hancock)

## La mia Ellen
- Titolo originale: My Ellen
- Diretto da: Michael Landon
- Scritto da: Michael Landon

### Trama
Ellen, amica di Mary e di Laura, muore accidentalmente. La madre non accetta la sua morte.
- Guest Star: Mia Bendixsen (Ellen Taylor), James Wainwright (Cal Taylor), Corinne Michaels (Eloise Taylor), Ken Johnson (Sig. Busby)

## Un uomo tuttofare
- Titolo originale: The Handyman
- Diretto da: William F. Claxton
- Scritto da: Arthur Heinemann

### Trama
Charles va a lavorare fuori città per un po' e dagli Ingalls arriva un uomo per fare alcuni lavori in casa. A Walnut Grove iniziano i pettegolezzi su quest'uomo e su Caroline.
- Guest Star: Hermione Baddeley (Kezia Horn), Gil Gerard (Chris Nelson)

## I lupi
- Titolo originale: The Wolves
- Diretto da: Michael Landon
- Scritto da: Lawrence M. Konner

### Trama
Un branco di 14 cani randagi minacciosi e pericolosi uccide il bestiame di alcuni abitanti di Walnut Grove, che attribuiscono le stragi ai lupi. Nel frattempo Charles e Caroline partono per alcuni giorni lasciando le tre figlie da sole. Laura e Andrew Garvey salvano una lupa ferita e i suoi cuccioli da una trappola, ma ben presto dovranno fare i conti con la cattiveria dei concittadini, come Judd Larrabee, e dei cani.
Un giorno, i cani randagi corrono verso la fattoria degli Ingalls per mangiare il loro bestiame. Mentre Laura, Mary, Carrie e Andrew si rifugiano nel fienile, Bandito, ferito da un cane, fugge dai Garvey. I quattro ragazzi mettono al sicuro i lupetti, ma non riescono a sollevare la lupa ferita, che viene sbranata dai cani.
Jonathan capisce che qualcosa non va e corre verso Casa Ingalls con dei rinforzi, che uccidono i cani davanti agli occhi delle sorelle Ingalls e di Andrew.
Alla fine, Jonathan, Laura e Andrew liberano i lupetti nella foresta, facendoli allevare da una lupa sterile, probabilmente loro parente, e tolgono tutte le trappole per i lupi.
- Guest Star: Don "Red" Barry (Larrabee)

## Il serpente di Walnut Grove
- Titolo originale: The Creeper of Walnut Grove
- Diretto da: William F. Claxton
- Scritto da: John T. Dugan

### Trama
In paese si susseguono strani furti. Laura ed il suo compagno di scuola Andrew Garvey decidono di indagare ispirandosi alla trama di un libro di avventura. Scopriranno che l'autore dei furti è una persona a loro molto vicina, che ha dovuto rubare a causa della malattia che costringe il padre a letto. Ma con l'intervento di Charles tutto si risolverà nel migliore dei modi.
- Guest Star: Bernard Behrens (Bailey), Johnny Doran (Timothy)

## La grande rinuncia
- Titolo originale: To Run and Hide
- Diretto da: Michael Landon
- Scritto da: John T. Dugan

### Trama
Dopo la morte di un suo paziente il dottor Baker decide di dimettersi da medico di Walnut Grove e diventare un agricoltore. A sostituire il dottor Baker arriva il dottor Logan. Tuttavia, quest'ultimo non è molto simpatico e non ha pietà per i pazienti. Ciò spinge Charles ad andare a parlare con il dottor Baker e convincerlo a tornare. Un giorno la moglie del paziente morto, che aspetta un bambino, deve partorire, ma il medico non si trova e Charles convince il dottor Baker ad andare ad aiutarla. Dopo la nascita del bambino il dottor Baker capisce che la gente ha bisogno di lui e decide di tornare.
- Guest Star: Collin Wilcox (Beth Novack), Michael Pataki (Stanley Novak), Burr DeBenning (Dr. Logan), Eddie Quillan (Jed Haney), Queenie Smith (Sig.ra Whipple)

## Conseguenze
- Titolo originale: The Aftermath
- Diretto da: William F. Claxton
- Scritto da: Don Balluck

### Trama
I fratelli banditi Frank e Jesse James si nascondono a Walnut Grove sotto falso nome. Frank è ferito e chiede aiuto a Mary mandandola allo spaccio ogni giorno per la spesa. La ragazza scopre la verità quando in paese arriva un gruppo di giustizieri che vuole uccidere i fuorilegge a sangue freddo. Mary si è affezionata a loro, anche se alla fine sarà tenuta in ostaggio.
- Guest Star: Michael Conrad (Broder), Dennis Rucker (Dankworth), Frank Marth (Lewis Ford), John Bennet Perry (Hobbs), Troy Melton (Watkins)

## Il prezzo dell'orgoglio
- Titolo originale: The High Cost of Being Right
- Diretto da: Michael Landon
- Scritto da: Don Balluck

### Trama
Soddisfatto dell'esito del suo raccolto, Jonathan Garvey sta festeggiando con la sua famiglia a cena, quando all'improvviso scoppia un grosso incendio nel granaio. La perdita del raccolto porta a mille incomprensioni tra marito e moglie.
- Guest Star: Eddie Quillan (Giudice Picker)

## Il pugile
- Titolo originale: The Fighter
- Diretto da: Michael Landon
- Scritto da: Lawrence Konner

### Trama
Episodio in due parti:
Parte 1: Joe Kagan perde la famiglia e la salute per portare avanti la sua carriera di pugile. Contro le indicazioni mediche decide di salire sul ring a Walnut Grove dove si propongono come sfidanti Nels, campione di boxe al college, e Jonathan. Dopo che quest'ultimo si ferisce ad una mano allenandosi, tocca a Charles sostituirlo. Quando il campione finisce ko il dottor Baker riesce a salvarlo appena in tempo. 
Parte 2: Charles, che si sente responsabile, accudisce Joe e lo fa reagire facendolo lavorare al suo fianco dopo l'abbandono repentino del manager Moody.
Quando Joe scopre per caso che Moody lo ha sempre ingannato e che sta rifacendo lo stesso con suo figlio che non vedeva da molti anni, decide di salire di nuovo sul ring per battere il ragazzo e fargli cambiare strada.
- Guest Star: Moses Gunn (Joe Kagan), Ketty Lester (moglie di Joe), Daryl Keith Roach (Tim Kagan), Raymond St. Jacques (Moody)

## Ci vediamo alla fiera
- Titolo originale: Meet Me at the Fair
- Diretto da: William F. Claxton
- Scritto da: Bradley Berwick, Ray Berwick e Arthur Heinemann

### Trama
Le famiglie Oleson e Ingalls vanno alla fiera di Mankato, dove Mary spera di trascorrere del tempo con Patrick, un ragazzo che le fa la corte. Il suo capo Cass, addetto alla mongolfiera, riesce ad impegnarlo col lavoro per non farlo stare con lei. Nel frattempo, Nels e Charles si iscrivono alla gara dell'asino pazzo, Harriet invidia Caroline che partecipa al concorso per i migliori sottaceti e Laura gioca un brutto scherzo a Nellie. Quando Carrie viene affidata a Laura per fare un giro sulla giostra, la sorella la perde di vista per inseguire il suo cane e la bambina si allontana fino ad addormentarsi all'interno della mongolfiera. Quando Patrick, per gelosia nei confronti di Cass, taglia i cavi di sostegno del pallone, non si accorge della presenza di Carrie.
- Guest Star: Dick De Coit (Cass), Michael Morgan (Patrick)

## Arrivano le spose
- Titolo originale: Here Come the Brides
- Diretto da: William F. Claxton
- Scritto da: John T. Dugan e Robert F. Metzler

### Trama
Quando Adam Simms e suo figlio Luke arrivano a Walnut Grove, Adam prende subito in simpatia Miss Eva Beadle, mentre Luke corteggia Nellie, contro il volere della signora Oleson che lo vede come un misero guardiano di porci. Dopo un discorso sul matrimonio tra Nellie e la signorina Beadle, la ragazza travisa le parole della maestra e scappa con Luke per sposarlo. Gli Oleson, armati di fucile, arrivano troppo tardi dal giudice di pace, ma Harriet non si arrende e continua a cercare i ragazzi: alla fine, il loro matrimonio verrà annullato, e nella stessa occasione verrà celebrato quello tra Adam ed Eva.
- Guest Star: Joshua Bryant (Adam Simms), Bob Marsic (Luke Simms), Ivor Francis (Varnum), Montana Smoyer (Philomena)

## Viaggio verso la libertà
- Titolo originale: Freedom Flight
- Diretto da: Michael Landon
- Scritto da: Ron Chiniquy e Richalene Kelsay

### Trama
Alcuni indiani scappati dalla riserva chiedono aiuto agli abitanti di Walnut Grove per il proprio capo malato. Charles e il dr. Baker lo curano, facendo irritare molti compaesani razzisti, decisi a sterminare tutti i membri della piccola tribù. Uno dei figli dei compaesani aggredisce Laura che si voleva opporre al razzismo, ma quando Mary difende la sorella e vince nel duello a pugni contro l'arrogante ragazzo, i razzisti si ribellano ancora di più, finché non cambieranno alla fine.
- Guest Star: Richard O'Brien (Hugh MacGregor), Nick Ramus (Piccolo Corvo)

## Le rivali
- Titolo originale: The Rivals
- Diretto da: William F. Claxton
- Scritto da: Hindi Brooks

### Trama
Charles e Jonathan lasciano Walnut Grove per un viaggio di lavoro che darà loro la possibilità di guadagnare di più, ma entrambi rimpiangono il troppo tempo trascorso lontano dalle loro famiglie. Nel frattempo Laura s'innamora di Jimmy Hill e cerca di cambiare per piacergli: per la prima volta si scioglie le trecce e prova ad essere più femminile riempiendo il reggipetto con due mele, trucco che verrà presto scoperto  durante una lezione a scuola, con esito disastroso.
- Guest Star: Leon Belasco (François)

## Una lezione per Mary
- Titolo originale: Whisper Country
- Diretto da: Michael Landon
- Scritto da: John Hawkins

### Trama
Mary ottiene il suo primo lavoro come insegnante nella comunità dei boschi di Prairie Willow, ma incontra l'opposizione di Miss Peel, una donna anziana che ha scacciato le maestre precedenti, ha sventato tutti i tentativi di stabilire una scuola, e utilizza la Bibbia a suo modo, incutendo timore e diffondendo sciocche superstizioni. Per lei conta solo l'aritmetica per poter vender a buon prezzo al mercato ed è contro la lettura e le altre materie. Inoltre gli abitanti della colonia le chiedono creme o sacchetti di erbe da portare al collo per farsi curare da ogni malanno. Quando uno degli studenti tenta di baciare Mary, la ragazza lo schiaffeggia ed è additata da Miss Peel come una Gezabele. Poco dopo il padre del ragazzo accusa Mary di aver tolto la vista al figlio con qualche maleficio e lei torna a Walnut Grove amareggiata. Grazie a Charles trova la forza di ripresentarsi nella colonia e di scoprire la verità, affrontando Miss Peel e svelando che il motivo del suo odio contro la lettura è che lei stessa è analfabeta.
- Guest Star: John McLiam (Caleb Fisher), Sandy McPeak (Jacob Bond), Mark Neely (Joshua Bond), Anita Dangler (Miss Peel)

## Mi ricordo, sì mi ricordo
- Titolo originale: I Remember, I Remember
- Diretto da: William F. Claxton
- Scritto da: Arthur Heinemann

### Trama
In attesa di Charles, che è bloccato sotto la pioggia con una ruota del carro rotta proprio nel giorno del loro anniversario, Caroline racconta alle figlie la storia del loro primo incontro, rivelando come ha imparato ad aspettarlo fin da piccola.
- Guest Star: Nicolas Coster (Lansford Ingalls), Sarah Miller (Laura Colby Ingalls), Matthew Laborteaux (Charles Ingalls bambino), David Considine (Peter Ingalls), Virginia Kiser (Charlotte Holbrook),  Katy Kurtzman (Caroline bambina), Sorrell Booke (Mr. Watson), Adam Gunn (Harold Watson)

## Diventiamo amici
- Titolo originale: Be My Friend
- Diretto da: Michael Landon
- Scritto da: Michael Landon

### Trama
Episodio in due parti:
Parte 1: Anna vive isolata nel bosco con un padre oppressivo a cui nasconde un segreto, ma sa di aver bisogno di aiuto ed inizia a scrivere messaggi che affida all'acqua del fiume chiudendoli nelle bottiglie del latte. Laura trova nello stagno una prima bottiglia con dentro un biglietto che dice: "Diventa mio amico", a cui fa seguito un altro messaggio con la foto della ragazza. Risalendo il fiume col padre, Laura trova una bambina abbandonata in una cesta con lo stesso biglietto. I due decidono di portare la piccola a casa degli Ingalls.
Parte 2: Charles riesce a rintracciare Bobbie, il fidanzato di Anna e padre della piccola, ed assieme a lui si mette alla ricerca della ragazza. 
- Guest Star: Donald Moffat (Nathaniel Mears), Lenora May (Anna Mears), Michael Mullins (Bobbie Harris), Woodrow Parfrey (reverendo Pritchard)

## L'eredità
- Titolo originale: The Inheritance
- Diretto da: William F. Claxton
- Scritto da: Arthur Heinemann

### Trama
Quando Charles riceve la notizia che è diventato l'erede di uno zio lontano, la signora Oleson diventa stranamente cordiale e incoraggia la famiglia Ingalls a comprare vestiti nuovi, attrezzi e regali a credito, certa dell'arrivo di un'enorme fortuna; non mancano poi le donazioni, come un organo per la chiesa e i libri nuovi per la scuola. L'arrivo della cassa con l'eredità riporta tutti coi piedi per terra: si tratta di inutile denaro confederato, proveniente dagli Stati Confederati d'America favorevoli alla schiavitù, non più esistenti dopo la Guerra di Secessione. La signora Oleson decide immediatamente di pignorare la fattoria di Charles che è costretto a fare i bagagli, ma ancora una volta gli amici lo sorprenderanno.
- Guest Star: Allan Rich (Otto Ripley), Michael Prince (Roger Whitehead)

## Lo straniero
- Titolo originale: The Stranger
- Diretto da: Michael Landon
- Scritto da: Arthur Heinemann

### Trama
Un ricco cugino di Nels manda, contro il parere della suocera, il figlio dodicenne Peter a Walnut Grove, per insegnargli il vero valore delle cose, dopo che il ragazzo era stato espulso dalla scuola per piccoli furti. A causa delle continue intromissioni di Harriet, Nels non riesce a seguirlo come vorrebbe e il comportamento di Peter diventa ingestibile, fino al punto che, sentendosi abbandonato dal padre, in un momento di rabbia rompe le finestre degli Oleson. Viene fermato da Charles che gli offre lavoro nei campi per fargli ripagare il debito. Gli Ingalls capiranno che non è stata l'agiatezza la causa dei comportamenti di Peter.
- Guest Star: Nehemiah Persoff (Olaf Lundstrom), Michael Sharrett (Peter Lundstrom), Cicely Walper (Sig.ra Caldwell)

## Il dono più prezioso
- Titolo originale: A Most Precious Gift
- Diretto da: Michael Landon
- Scritto da: Carole Raschella e Michael Raschella

### Trama
La maestra e Caroline aspettano un bambino contemporaneamente, ma quando alla Simms nasce un maschio Caroline prova invidia e spera che anche lei possa accontentare Charles con un erede che ne tramandi il nome e che colmi il vuoto lasciato dal piccolo perso qualche anno prima. Ciò provoca discussioni tra i due tanto che Charles porta le figlie a casa Garvey per poter restare solo con la moglie e convincerla che non è così importante avere un maschio. Proprio al suo rientro a casa trova Caroline con le doglie e la aiuta a partorire. È di nuovo una femmina, ma ogni discussione viene dimenticata solo guardandola. La quarta sorella Ingalls verrà chiamata Grace.
- Guest Star: Lili Valenty (Madame Maria), Joshua Bryant (Adam Simms)

## Ti dirò arrivederci
- Titolo originale: I'll Be Waving As You Drive Away
- Diretto da: William F. Claxton
- Scritto da: Carole Raschella e Michael Raschella

### Trama
Episodio in due parti:
Parte 1:
Proprio quando Mary si innamora del nuovo arrivato Seth Barton, la sua vista comincia a peggiorare. Charles la porta da un optometrista, ma le notizie non sono buone: Mary non può essere salvata e diventerà presto cieca. Charles rifiuta di credere alla terribile diagnosi, prega e spera in un errore del medico, finché non si rende conto che non può più nascondere la verità alla figlia e gliela rivela. Alla drammatica scena assiste anche Laura, nascosta dietro un albero. Il giorno dopo, Mary si sveglia e si accorge con orrore di non vedere più nulla. Piena di risentimento, tratta male tutti e passa le sue giornate su una sedia, finché il dr. Baker non consiglia agli Ingalls di mandarla in una scuola per ciechi in Iowa. Mary teme di essere abbandonata dalla famiglia, ma è costretta ad accettare la decisione.
Parte 2:
Charles la accompagna in Iowa, ma è costretto dal direttore della scuola a salutarla in fretta e a non vederla per tre mesi.
Quando Mary conosce il suo insegnante Adam Kendall, dapprima rifiuta il suo aiuto, ma alla fine grazie a lui impara a leggere e a scrivere, e a fare tutto quello che faceva prima della sua cecità. Solo dopo mesi di lavoro insieme la ragazza scopre che anche Adam è cieco. Finalmente arriva il momento del ritorno di Mary a Walnut Grove: Charles e Caroline vanno a prenderla, ma la trovano cambiata. Mary vuole realizzare il suo sogno di diventare maestra seguendo Adam nella nuova scuola che vorrebbe aprire in Dakota e gli dice arrivederci con un bacio che rivela il sentimento che sta nascendo tra i due. Nel frattempo, la città di Walnut Grove affronta il fallimento e molti suoi cittadini si preparano ad andare via. Anche Charles decide di partire per poter stare vicino alla figlia. Nell'emporio degli Oleson, Mary saluta per l'ultima volta la sua maestra; poi, in chiesa, il reverendo Alden la addita come esempio per far capire che non si può subito capire il volere di Dio: così come la cecità di Mary la porterà ad aiutare tanti bambini ciechi, allo stesso modo dietro al fallimento del paese può nascondersi un piano più grande.
- Guest Star: Ford Rainey (Dr. Burke), David Opatoshu (Taylor Nash), Linwood Boomer (Adam Kendall), Rob Kenneally (Seth)